# António de Santa Maria
António de Santa Maria (Britiande — Miranda do Douro, 1689) foi um religioso católico português, 17º bispo de Miranda, em Portugal.
Dom Frei António de Santa Maria era religioso capucho da província de Santo António, foi Deão da Capela Real e provincial da sua ordem. Em 1677 foi indicado para ser o primeiro bispo do Maranhão, confirmado pelo Papa Inocêncio XI, renunciou ao cargo, sem ter tomado posse na diocese. Foi nomeado bispo de Miranda, em Portugal, no ano de 1684, sucedendo a Dom Frei Lourenço de Castro, OP.
Era irmão de Francisco João da Costa, fidalgo da casa real, cavaleiro da Ordem de Cristo e morgado de Várzea de Trevões.
Morreu na diocese de Miranda do Douro em 1689, onde está sepultado. Foi sucedido por Dom Manuel de Moura Manuel.